# Himmestrup
Himmestrup (Hemmestrup) er en hovedgård i Lee Sogn, beliggende ca. 5km nordøst for Bjerringbro, i det tidligere Middelsom Herred, Viborg Amt, nu Viborg Kommune. 
Navnet er kendt tilbage til 1465, og gården kendes tilbage til 1511, hvor enken efter Jens Hvas den lange til Ormstrup,og deres søn overdrog den til landsdommer Niels Clemmentsen til Aunsbjerg. 
Den blev samlet som hovedgård af rigsråd Mogens Kaas (død 1656) til Støvringgård.
Før selvejet hørte landsbyen Lee med 16 gårde og 12 huse under Himmestrup Hovedgård. Jorden blev udskiftet i 1792 .
Der har været en hovedbygning i bindingsværk med to sidefløje, opført i 1830. 

## Eksterne kilder og henvisninger
1. ↑  "viborglandogby.dk". Arkiveret fra originalen 28. maj 2008. Hentet 21. marts 2010.

|  | Denne artikel om en bygning eller et bygningsværk kan blive bedre, hvis der indsættes et (bedre) billede. Du kan hjælpe ved at afsøge Wikimedia Commons for et passende billede eller lægge et op på Wikimedia Commons med en af de tilladte licenser og indsætte det i artiklen. |

56°25′20″N 9°37′56″Ø / 56.42222°N 9.63222°Ø